# Adriaan Joseph Heymans

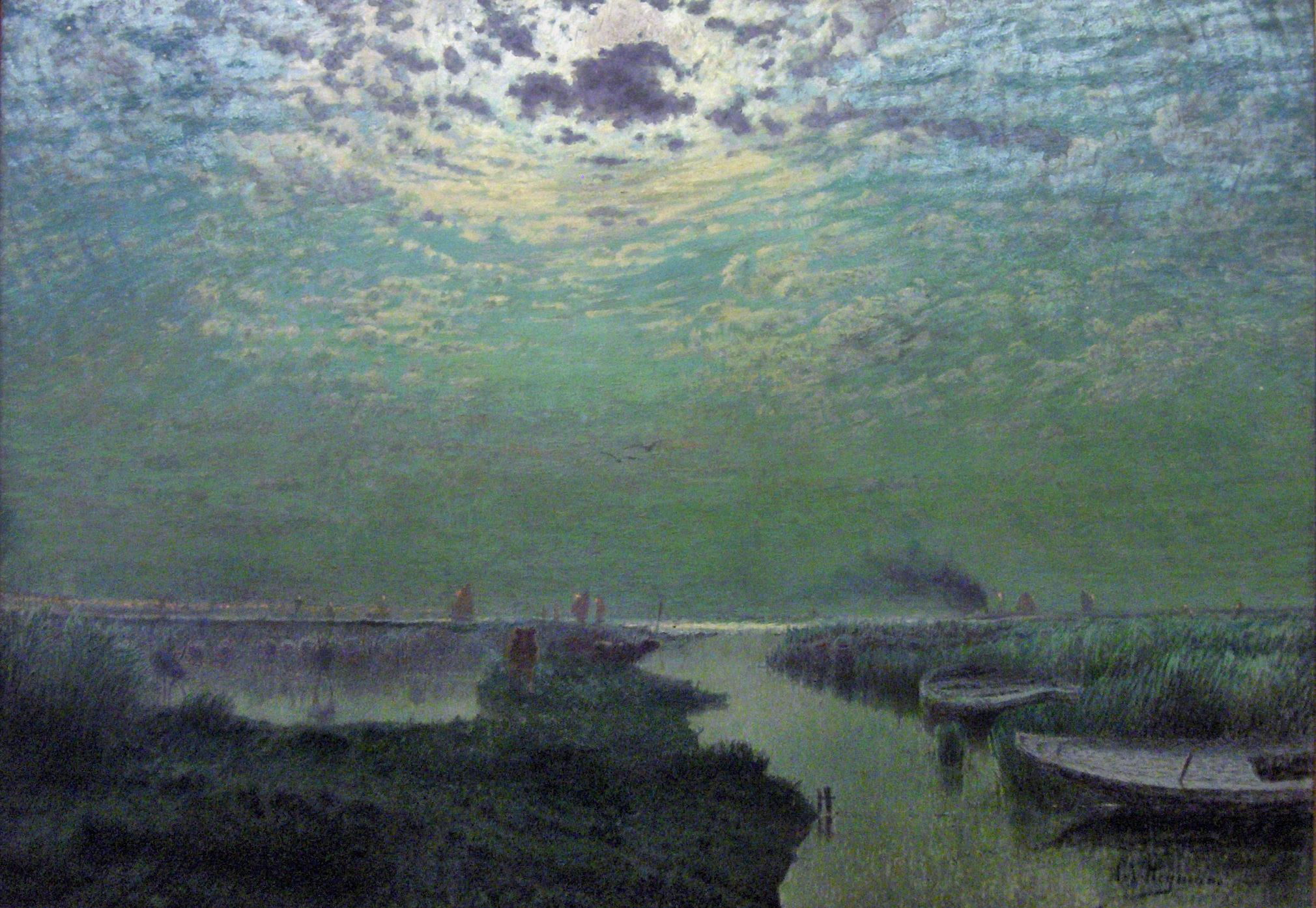
Hemel bij maanlicht (1907)

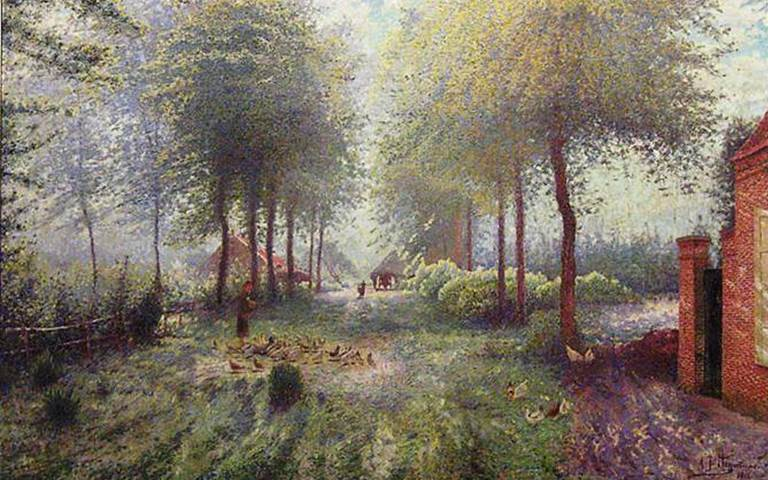
Zomermorgen (1912)

Adriaan Joseph Heymans (* 11. Juni 1839 in Antwerpen; † 16. Dezember 1921 in Brüssel) war ein belgischer impressionistischer Landschaftsmaler.

## Leben
Als Adriaan Joseph Heyman sieben Jahre alt war, starb sein Vater. Daher lebte er anschließend bei seinem Onkel, dem Bürgermeister von Wechelderzande, einem kleinen Ort nahe Antwerpen. In dieser Zeit begann er sich für die Landschaftsmalerei zu interessieren.
1853 begann Heymans sein Studium an der Koninklijke Academie voor Schone Kunsten in Antwerpen unter Jakob Albert Jacobs, wechselte aber später zur Académie royale des Beaux-Arts nach Brüssel. Er entschied sich jedoch dazu, sich die Kunst der Malerei auch selber beizubringen und seinen eigenen Stil zu finden. Während eines Aufenthaltes von 1855 bis 1858 in Paris wurde er stark von der Schule von Barbizon inspiriert und wandte sich daraufhin dem Stil des Impressionismus zu.
Nachdem er 1860 wieder nach Wechelderzande gezogen war, begann er dort mit der Freilichtmalerei. Auch wirkte er in der Umgebung von Kalmthout, wo er zusammen mit Isidore Meyers (1836–1917), Théodore Baron, Jacques Rosseels (1828–1912) und Florent Crabeels (1835–1896) die Kalmthoutse-Schule entwickelte, auch bekannt als die Graue Schule, da vor allem graue und silberne Farben verwendet wurden. Des Weiteren wirkte er in den Gemeinden Dendermonde und Genk.
1869 heiratete Heymans und zog nach Brüssel. Dort war er Gründungsmitglied der Société Libre des Beaux-Arts und weiteren Maler-Vereinigungen. 1920 wurde er korrespondierendes Mitglied der Académie royale des Sciences, des Lettres et des Beaux-Arts de Belgique.
Im Jahre 1881 wurde er aufgrund seiner künstlerischen Verdienste mit dem Leopoldsorden mit Offizierskreuz ausgezeichnet. Außerdem wurde er zum Ritter in der französischen Ehrenlegion ernannt.
In den 1890er Jahren zog er zurück nach Kalmthout und malte dort weiter. 1913 verschlechterte sich jedoch sein gesundheitlicher Zustand so stark, dass er sich dazu entscheiden musste, die Malerei aufzugeben. Heymans starb schließlich im Alter von 82 Jahren im Dezember 1921.

## Werke (Auswahl)
- Hemel bij maanlicht (1907)
- Bos bij maanlicht
- Koeien bij het water
- Zomermorgen (1912)
- Terugkeer naar de stal
- Eendennesten in het riet
- Bosgezicht bij Bertogne
- Stalinterieur
- Ondergaande zon op de heide (1877)
- Gehucht in de sneeuw (1909)
- Schoven bij avond
- 's Morgens vroeg (1907)
- Houffalize bij avond

## Auszeichnungen
- 1881: Leopoldsorden mit Offizierskreuz (2. Stufe)
- Ritter der französischen Ehrenlegion